# Понтрягин, Павел Михайлович
Павел Михайлович Понтрягин (1902—1978) — советский оперный певец (тенор), вокальный педагог, профессор. Заслуженный деятель искусств РСФСР (1971).

## Биография
Окончил Московскую консерваторию. Учился у Назария Райского. Пел в Большом театре, обладал очень высоким характерным тенором. Благодаря этому оказался одним из двух исполнителей-теноров партии золотого петушка в опере «Золотой петушок» Римского-Корсакова (обычно эту партию исполняет сопрано).
Работал директором Московского театрально-музыкального училища имени Глазунова. В 1951 году, совместно с Иосифом Тумановым и Марией Максаковой, основал в Государственном институте театрального искусства (ГИТИС) факультет музыкального театра. К факультету была присоединена вокальная кафедра училища Глазунова, и вновь образованную вокальную кафедру ГИТИС возглавил Понтрягин. Здесь у него сольному пению учились такие исполнители, как Лев Лещенко, Владислав Пьявко, Татьяна Шмыга. Является автором учебных пособий и составителем сборников для пения.
Активно участвовал в общественной жизни, возглавлял профсоюзный комитет ГИТИС.
Умер в 1978 году в Москве.